# Szívkatéterezés

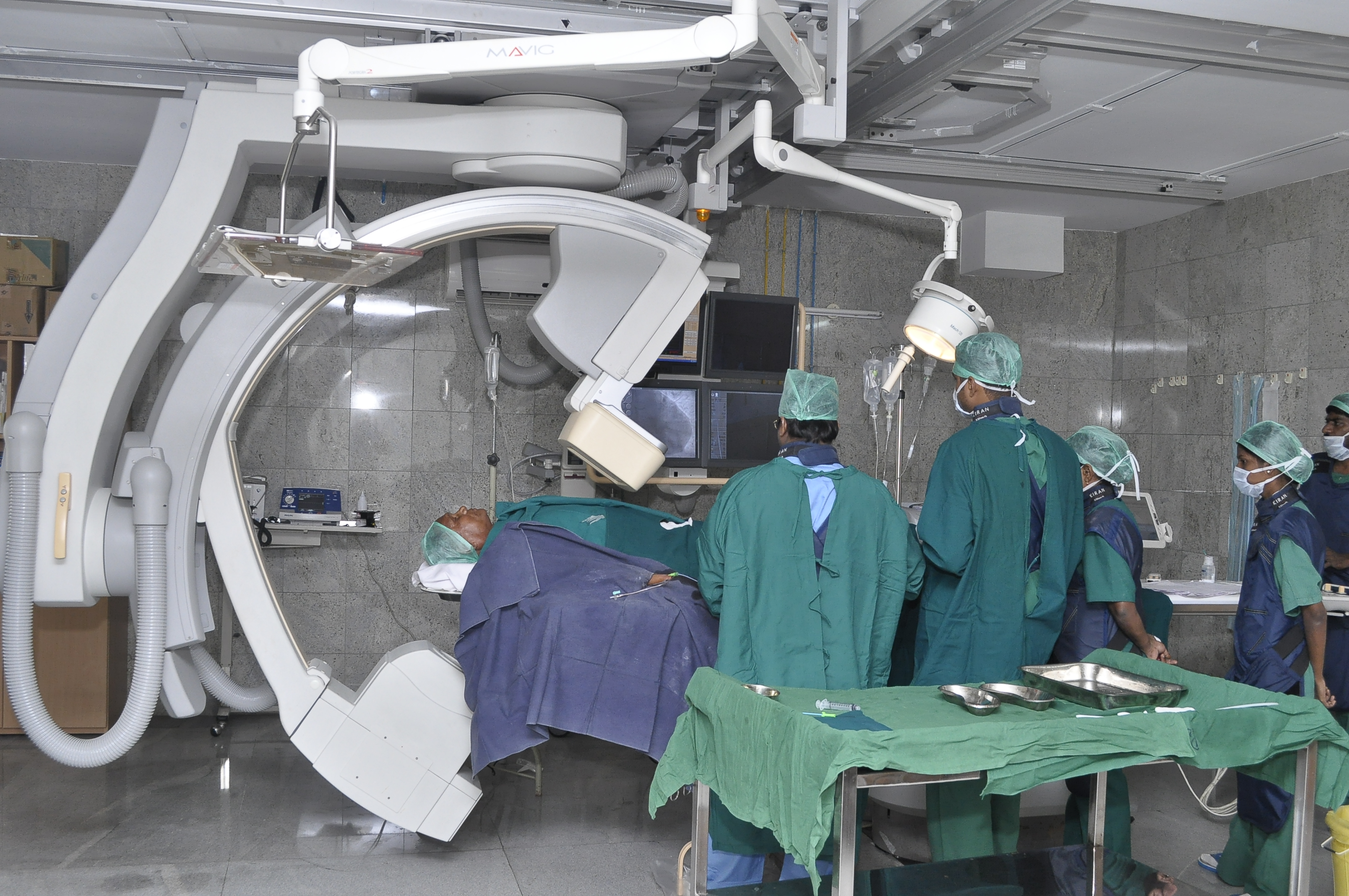
Szivkatéterezés

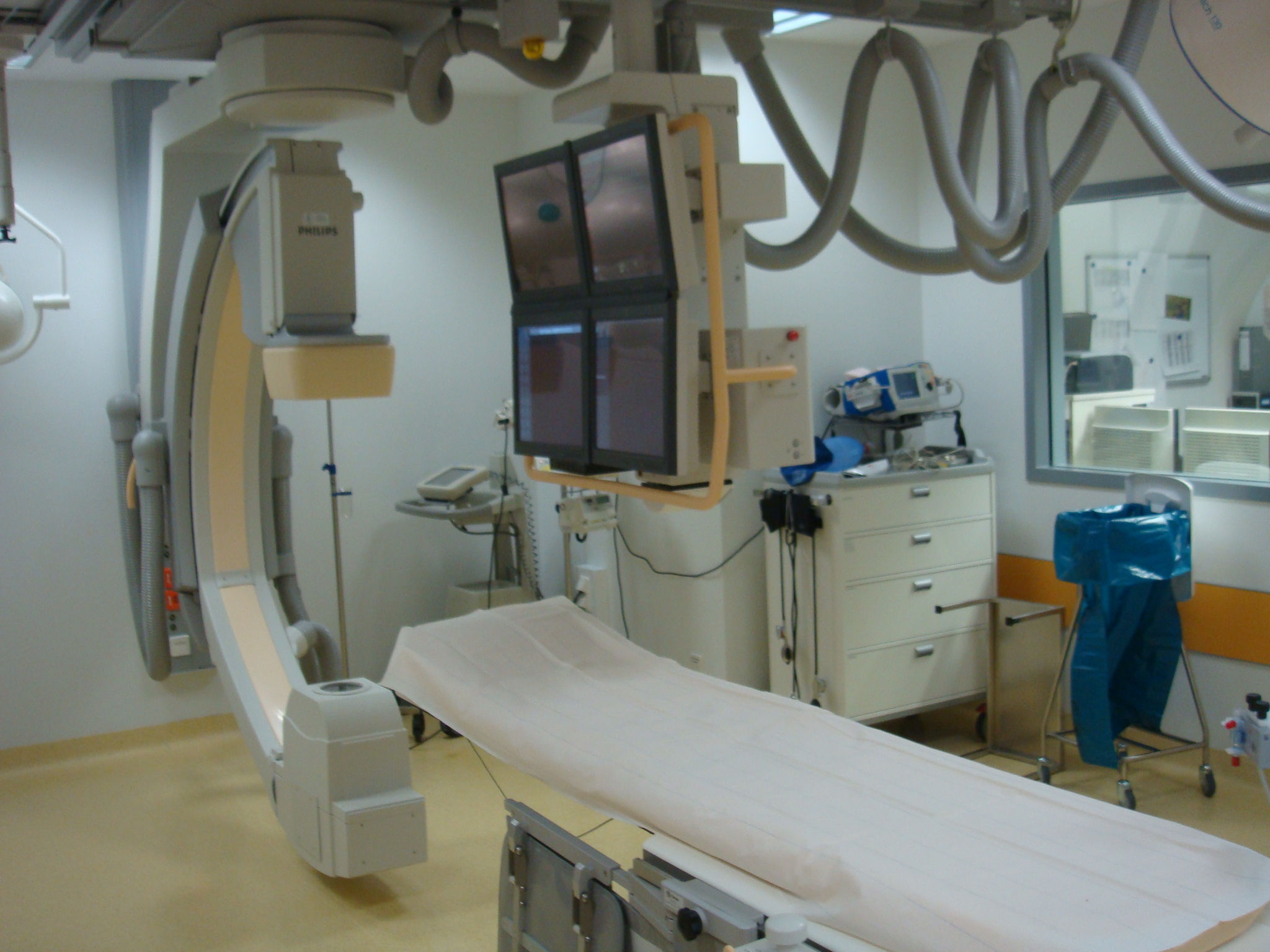
Modern hemodinamikai laboratórium

A szívkatéterezés olyan invazív vizsgálati eljárás, amelyet a kardiológiában használnak a szív anatómiájának és működésének tanulmányozására. Egy ideje vegyes technikának tekintik: hemodinamikai (vérmozgatás) és angiográfiai (érfestés), amely lehetővé teszi a szív és ereinek feljavítását a szívizom revaszkularizációja (érátfolyás-helyreállító) lehetőségével, mind szívműtétek, mind intervenciós kardiológia (angioplasztika) révén. 

## Történeti háttere

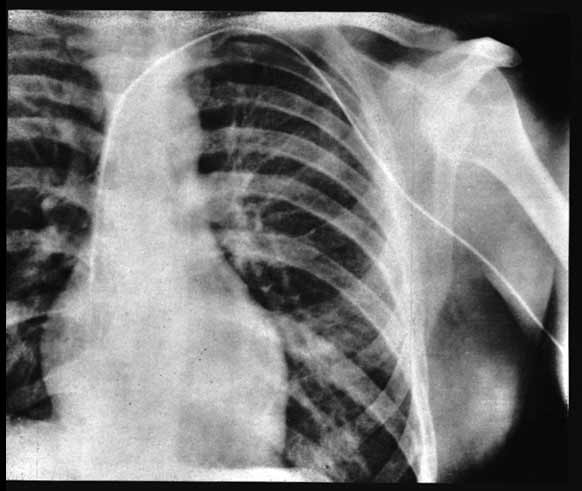
Forßmann korszakalkotó felvétele, 1929

1929-ben Werner Forßmann, 25 évesen elsőként vezetett be katétert egy élő személy szívébe: a sajátjába. Előtte már mások is hatoltak be kadaverek ereibe, de senki sem jutott be a szívüregekbe. Ő ezt egy 66 cm hosszú, vékony urológiai katéterrel végezte, amit mellkasi röntgenfelvétellel meg is örökített, miután gyalog lement a két szinttel lejjebb, az alagsorban lévő radiológiai laborba. Módszerét akkori főnöke „cirkuszi mutatványnak” minősítette, így a továbbiakban kénytelen volt az orvostudomány más területén tevékenykedni. 1956-ban viszont André Frédéric Cournand-nal és Dickinson W. Richardsszal közösen fiziológiai és orvostudományi Nobel-díjat kapott a bal és a jobb szívfél katéterezésével kapcsolatos tanulmányaikért.
A technika fejlődésének további szakaszai: Sven-Ivar Seldinger 1953-ban perkután technikával az egyik femorális artérián át hatolt be a balkamrába, a katéter elejére applikált tűvel. Ross és Cope 1959-ben végezték el az első pitvari transzszeptális (sövényentúli) katéterezést. Még abban az évben F. Mason Sones kidolgozta a szelektív koszorúér-arteriográfia technikáját, és egy speciális katétert talált fel, amely róla kapta a nevét. Swan és Ganz 1970-ben egy ballont szereltek a katéter elejére, amelyet felfújtak, s a vénás áramlás beszippantotta, majd a tüdőartériába juttatta radioszkópia segítsége nélkül (ez fontos az intenzív ápolásban a páciens hemodinamikai ágyon történő monitorozásánál).

## Technikája
Rugalmas és különböző alakú katéter használatával a szívet az ereken; artériákon és vénákon keresztül érik el, hogy a lehető legjobban megvizsgálhassák a szívüregeket és a nagy ereket. A jobb kamra izolált katéterezése már nagyon kevés kórképben használatos, míg a bal kamra tanulmányozása a koszorúér artériáinak vizsgálatához kapcsolódik. 

## Előkészületek
Az eljárás megkezdése előtt a beteget még a kórházi osztályon megfelelően felkészítik és ellenőrzik, óvatosan szedálják, majd tolóágyon átviszik és a radiológiai asztalra emelik. A hemodinamikai helyiségben betartják a műtő aszeptikus protokolljait: a steril kendőkkel és steril kesztyűkkel, köpenyekkel, sapkákkal, maszkokkal és megfelelő cipőkkel felszerelt egészségügyi dolgozók. A beteget az érintett testrészein fertőtlenítik: karjait, ha a megközelítés „kari”, vagy ágyékait, ha a megközelítés „combi” (ebben az esetben mindkét ágyék borotválását megejtik). Ezután helyi érzéstelenítést végeznek lidokainnal, ami lassan fecskendeznek be a jobb szöveti infiltráció és a tartósabb érzéstelenítés érdekében. 

## A katéter bevezetése

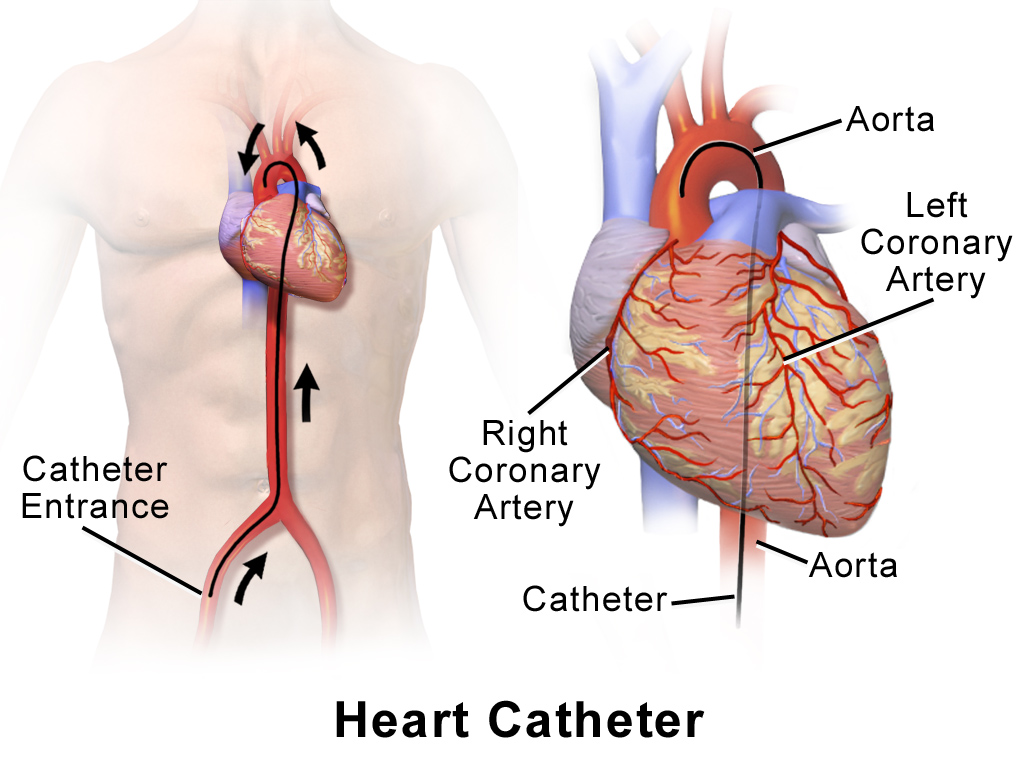
A szívkatéterezés sémája

A választott technikától függően (brachiális vagy perkután), a vénás katétert bevezetik a kiválasztott véredénybe, és radioszkópos irányítás mellett a jobb pitvarba tolják, ahol vérmintát vesznek az oxigéntelítettség mérésére. Ezt követően specifikus manőverekkel, a katétert a jobb kamrába vezetik a pulmonális artérián át. Innen azonos módon lehetővé válik, a pulmonális kapilláris nyomás mérése, amelyből következtezni lehet a bal pitvari nyomásra, amit nehéz lenne más technikákkal megmérni. Számos vérmintát vesznek az oxigénellátás ellenőrzésére annak érdekében, hogy meghatározzák az esetleges rendellenességeket, amelyek általában a sönt (tranziens áramlások) jelenlétével kapcsolatosak. 
A bal szívfél katéterezése hasonló a jobbéhoz, de itt (egy artérián keresztül) a bal kamra csak akkor érhető el, ha átlépik az aortabillentyű síkját és retrográd, vagyis a normál vérárammal szembeni halad a katéter. Vérmintákat is lehet venni. Ugyanakkor nem lehetséges „belépni” közvetlenül a bal pitvarba, az csak a transzszeptális technikával kivitelezhető, az ovális nyíláson keresztül, a jobb pitvarból.

## Nemkívánatos hatások
Mint minden invazív beavatkozásnál, fennáll a mellékhatások lehetősége, ám ezek előfordulása általában ritka. A leggyakoribb szövődmények a katéterezett erekre vonatkoznak: flebítisz és hematóma. Egyéb káros mellékhatások: fertőzés, artériás problémák, allergiás reakciók (ha kontrasztanyagot használnak), katéter okozta aritmiák, reflex artériás hipotenzió stb. A halál nagyon ritka esemény, aminek esélyét a beteg anatómiai rendellenességei és társbetegségei, vagyis az összes olyan körülmény növeli, amely növeli az abszolút kardiovaszkuláris kockázatot, az előrehaladott életkor a legmagasabb kockázati tényező. 

## Indikációi
A hemodinamikai vizsgálatok az évek során egyre pontosabbak lettek. A szív katéterezése olyan módszer, amelyet már nem használnak önmagában, mindig társul a koszorúér-angiográfiához, ha a vizsgálat tisztán diagnosztikai. Veleszületett rendellenességeket már régóta diagnosztizálnak ezzel a vizsgálattal: 
- kamrai sövényhiány
- Fallot-tetralógia (kettős kiáramlású jobbkamrai aorta alatti kamrai sövényhiánnyal és a tüdő főverőér szűkületével)
- pitvari sövényhiány (Lutembacher-szindróma)
- aortaszűkület
- mellékáramlás
- billentyűelégtelenség

A szívelégtelenség és a tüdőhipertónia minden bizonnyal az egyetlen kórállapot, amelyet a terápiában még mindig a szívjobbfél-katéterezéssel lehet kezelni. A szívjobbféli nyomás referenciaparaméter a terápia optimalizálásához.

## Külső hivatkozások
- A szívkatéterezés feltalálása
- Catheterization of the left atrium by Ross needle and Seldinger wire techniques (angolul)

## Fordítás
- Ez a szócikk részben vagy egészben  a   Cateterismo cardiaco című olasz Wikipédia-szócikk ezen változatának fordításán alapul.  Az eredeti cikk szerkesztőit annak laptörténete sorolja fel. Ez a jelzés csupán a megfogalmazás eredetét és a szerzői jogokat jelzi, nem szolgál a cikkben szereplő információk forrásmegjelöléseként.

## Bibliográfia
- Grossmann, William. Cateterismo Cardiaco ed Angiografia (olasz nyelven). Padova: Piccin Editore (1979)
- Sengen, Joseph C.. Concise Dictionary of Modern Medicine (olasz nyelven). New York: McGraw-Hill. ISBN 978-88-386-3917-3
- Harrison. Principi di Medicina Interna (16. kiadás) (olasz nyelven). New York – Milánó: McGraw-Hill (2006). ISBN 88-386-2459-3
- Hurst. Il Cuore (11. kiadás) (olasz nyelven). Milánó: McGraw-Hill (2006). ISBN 978-88-386-2388-2
- Braunwald, Eugene. Malattie del cuore (7. kiadás) (olasz nyelven). Milánó: Elsevier Masson (2007). ISBN 978-88-214-2987-3

## Egyéb projektek
- Wikimedia Commons képeket tartalmaz a szívkateterezés témakörében